# Nicolas-Germain Léonard
Pour les articles homonymes, voir Léonard.
Nicolas-Germain Léonard est un poète français né à Basse-Terre (Guadeloupe) le 16 mars 1744 et mort à Nantes (Loire-Atlantique) le 26 janvier 1793.

## Biographie
Nicolas-Germain Léonard fut amené très jeune en France où il fit ses études. Il n'avait que dix-huit ans lorsqu'il fut, comme poète, couronné par l'Académie de Rouen pour une pièce sur les idées religieuses. Il composa ensuite des Idylles morales dont il publia un recueil en 1766.
En 1772, il fit paraître un roman intitulé La Nouvelle Clémentine ou les Lettres d'Henriette de Berville, inspiré par une mésaventure sentimentale qui lui était arrivée : il avait aimé une jeune fille et en avait été aimé mais n'avait pas été agréé par la famille car de trop petite naissance et de trop peu de fortune ; la jeune fille n'avait pas voulu d'autre époux, avait été mise au couvent où elle était morte de chagrin. Cette douloureuse histoire devait attrister pour toujours l'inspiration de Léonard et lui inspirer des accents mélancoliques qui devaient résonner ensuite chez Alphonse de Lamartine. Léonard est en effet l'auteur du vers qui, légèrement modifié, devait devenir fameux sous le nom de ce dernier : « Un seul être me manque et tout est dépeuplé. »
Grâce à la protection du marquis de Chauvelin, Léonard fut accrédité, de 1773 à 1783, auprès du prince-évêque de Liège comme secrétaire de légation, auprès du chargé d'affaires, Sabatier de Cabre, qu'il remplaçait lorsque ce dernier s'absentait de ce poste, ce qui arriva trois fois en dix ans.
En 1775, il fit paraître une édition de ses Idylles et poésies champêtres et, en 1782, une édition nouvelle publiée à La Haye. Il quitta Liège en 1783 et, dans l'espoir de restaurer une santé chancelante, décida de s'embarquer pour son île natale où il arriva en 1784. Il a fait de ce voyage une intéressante relation. Il décida de se fixer à la Guadeloupe et, afin d'y solliciter un emploi, retourna à Paris en 1787. Il obtint une nomination comme lieutenant de la sénéchaussée de Pointe-à-Pitre.
Il revint plusieurs fois en France mais, atteint d'une sorte de langueur, il regrettait aussitôt le lieu qu'il venait de quitter. « « Il semblait en vérité, écrit Sainte-Beuve, que la patrie fût pour lui la Guadeloupe quand il était en France, et la France quand il était à la Guadeloupe. »  Les troubles qui agitèrent la Guadeloupe en 1791 le firent quitter définitivement cette île, où il avait manqué d'être assassiné.
Il arriva en France en octobre 1792 et s'installa à Romainville, près de Paris. Il se préparait à retourner à la Guadeloupe lorsqu'il tomba malade à Nantes, au moment de s'embarquer. Il mourut dans l'hôpital de cette ville le 26 janvier 1793, jour même où le navire qu'il aurait dû prendre appareillait.

## Œuvres
Léonard fut un imitateur en français de Salomon Gessner, et le meilleur poète idyllique du XVIIIe siècle. Il n'en est que plus regrettable que sa poésie ne laisse rien paraître des couleurs de son île natale. Il est vrai qu'il la connaissait à peine lorsqu'il composa les Idylles, qui constituent ses pièces les plus connues. Sa poésie a l'agrément de la sensibilité et du naturel, dans une époque qui manquait singulièrement de l'un comme de l'autre. La mélancolie qu'il exprime dans plusieurs de ses poèmes pré-romantique: Idylles morales, poèmes, (BNF 38764565).
Léonard est un chantre de ce que Suzanne Roussi Césaire qualifiera de « littérature de hamac » en ce qu’il ne s’attache qu’à peindre un tableau « champêtre » de la société d’habitation (économie de plantation fondée sur la déportation et la mise en esclavage d’Africains) comme il le précise lui-même à son lectorat à la fin de sa Lettre sur un voyage aux Antilles : il n’a « fait que passer dans nos colonies », écrit-il à sa destinataire fictive. Aussi ne s’agit-il guère plus que de « notes prises, pour ainsi dire, en courant » et qui, pour cette raison-là, « doivent être lues de mêmes ». Son oeuvre relève d'un exotisme colonial : ses fictions donnent à lire au lectorat métropolitain de mirifiques paysages habités de créoles (individus identifiés comme « blancs » par opposition aux Africains) « hospitaliers » et « naïfs » vivant en osmose avec leurs esclaves, somme toute heureux de leur vie pastorale ; seule ombre au tableau, les supplices infligés par des maîtres moins affables et un peu dépravés. 
- 1772 : Le Temple de Gnide, poème imité de Montesquieu  : imitation en vers du poème de Montesquieu. (BNF 33996531)
- 1774 : La Nouvelle Clémentine, roman[5]
- 1775 : Idylles et Poëmes Champêtres
- 1783 : Lettres de deux amants, habitants de Lyon, contenant l'histoire de Thérèse et de Faldoni, roman. (BNF 30792588)
- 1797 : Lettre sur un voyage aux Antilles[6].
- Les Saisons, poème
- Alexis, roman pastoral

Ses Œuvres complètes ont été publiées chez Didot jeune par son neveu Vincent Campenon (Paris, 1798, 3 vol. in-8°). Lire en ligne : tome I, tome II et tome III sur Manioc.org